# Klinika Uniwersytetu Nawarry

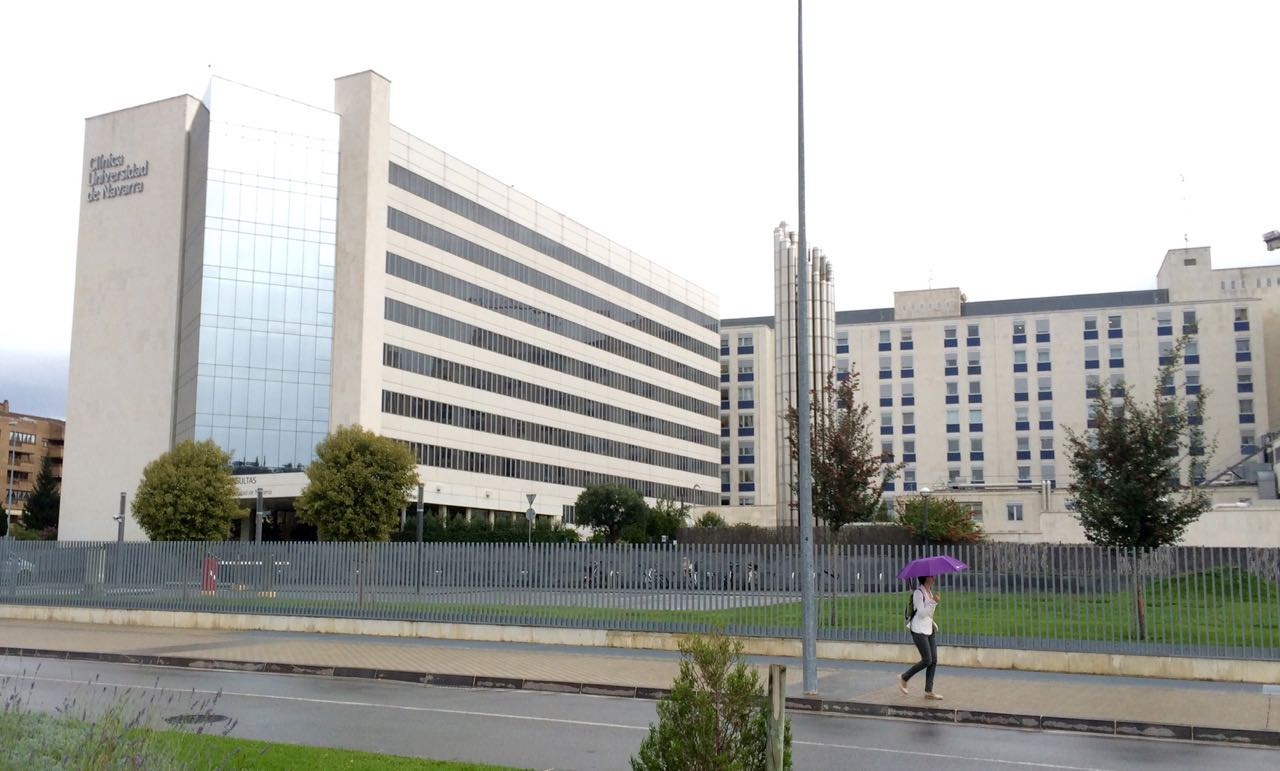
Gmach kliniki

Klinika Uniwersytetu Nawarry – prywatna klinika znajdująca się w Pampelunie (Hiszpania). Stanowi część Uniwersytetu Nawarry, prowadzonego przez Opus Dei. Została uruchomiona w roku 1962, zatrudnia obecnie ok. 2300 osób.

Klinikę tę odwiedzał m.in. kard. Joseph Ratzinger w 1998, z okazji nadania mu przez Uniwersytet Nawarry doktoratu Honoris Causa.
Jednym z jej kierowników był Sługa Boży Eduardo Ortiz de Landázuri.

## Historia
- 1952 - zaczął działać "Estudio General de Navarra", zaczątek Uniwersytetu Nawarry.
- 1954 - powstała Szkoła Medyczna, przyszły Wydział Medyczny, oraz Szkoła Pielęgniarek.
- 1959 - rozpoczęła działalność Podyplomowa Szkoła Medyczna, jako zaczątek Kliniki Uniwersyteckiej.
- 1961 - rozpoczęła się budowa pierwszego budynku Kliniki, który mieścił 19 łóżek. W 1962 r. rozpoczął się drugi etap budowy.
- 1969 - otwarta została druga część budynku. Liczba łóżek wzrosła do 200.
- 1976 - koniec prac nad trzecią częścią Kliniki.
- 1984 - otwarcie czwartej części, w której zainstalowano najnowsze aparaty medyczne (m.in. do rezonancji magnetycznej). Budynek przychodni zyskał własne wejście. Został otwarty w roku 1997, posiada powierzchnię 18.000 m².
- 2005 - w marcu zakończyły się prace nad piątą częścią, która posiada 8 pięter. Budynek posiada oddział intensywnej terapii, posiadający 76 pokoi.